# Brain Access

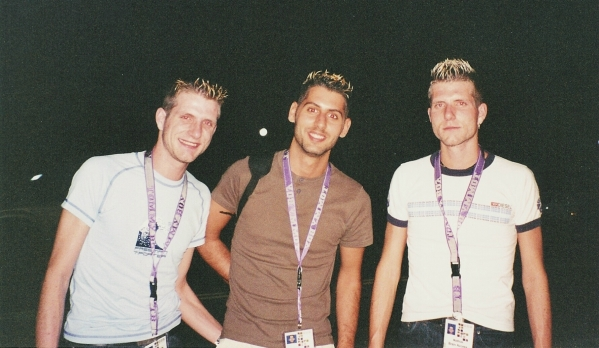
Brain Access (2001)

Brain Access war ein Live-Act im Bereich der elektronischen Tanzmusik.

## Wirken
Die Gruppe wurde 1994 gegründet und war einer der bekanntesten Live-Acts der Schweiz. Während elf Jahren spielte Brain Access 60 Live Acts im In- und Ausland. 2005 löste sich das Trio auf.
Brain Access produzierte anfänglich Happy Hardcore, danach Trance/Techno und später ausschließlich House. Anfänglich bestand Brain Access aus den Zwillingsbrüdern Matthias & Roland Portmann, Claudio Addario und Simon Schellenberg. Später stieg Simon Schellenberg aus der Gruppe aus.
Bekannt wurden die Musikproduzenten durch ihre Live-Acts, bei denen mit Synthesizern live mitgespielt wurde und oft auch akustische Schlaginstrumente und Pyroeffekte eingesetzt wurden.

## Kurz-Biografie & Meilensteine
- März 1994: Entstehung Brain Access und Produktion des ersten Tracks
- Dezember 1994: 1. Live Act
- Frühling 1995: Erster Plattenvertrag (Sub Zero Records Zürich & Electron Records Zürich)
- August 1995: 10. Live Act
- Sommer 1995: Erste Vinyl („Peak Of Happy Health“ / Sub Zero Records)
- Juni 1996: 20. Live Act
- Sommer 1997 Zweite Vinyl („Experimental Groove“ / Electron Records)
- November 1997: 30. Live Act
- Dezember 1998: Wahl zu einem der besten Live Act (Umfrage „Trendmagazin“)
- Sommer 1999: Zweiter Plattenvertrag (GD Records London & Velvet Records Stuttgart)
- September 1999: Dritte Vinyl („White Man’s Sell Out“ / Velvet Records / ZYX Music)
- Oktober 1999: 40. Live Act
- April 2000: Vierte Vinyl („Gran Via“ / GD Records / ZYX Music)
- Dezember 2000: 50. Live Act
- April 2005: 60. Live Act und Auflösung

## Diskografie (ohne CD-Compilations)

### Vinyl Singles
- 1995: Peak Of Happy Health (Sub Zero Records, Zürich)
- 1997: Experimental Groove (Electron Records, Zürich)
- 1999: White Man’s Sell Out (Velvet Records, Stuttgart)
- 2000: Gran Via (GD Records, London)